# Aufsuchung
Die Aufsuchung ist ein Begriff aus dem Bergrecht. Sie bezeichnet die mittelbar oder unmittelbar auf die Entdeckung oder Feststellung der Ausdehnung von Bodenschätzen gerichtete Tätigkeit mit Ausnahme von Tätigkeiten im Rahmen der amtlichen geologischen Landesaufnahme, von Lehr- oder Unterrichtszwecken und des Sammelns von Mineralien in Form von Handstücken oder kleinen Proben für mineralogische oder geologische Sammlungen.
Eine großräumige Aufsuchung (Exploration) ist eine mit Hilfe von geophysikalischen oder geochemischen Verfahren durchgeführte Untersuchung, wenn sie auf die Ermittlung von Kennwerten beschränkt ist, die großräumige Rückschlüsse auf das mögliche Vorkommen von Bodenschätzen zulassen.
Die Aufsuchung unterliegt den Bestimmungen des Bundesberggesetzes und bedarf der  Erlaubnis durch die zuständige Bergbehörde, ggf. im Rahmen eines Betriebsplanes.